# Луиза Лотарингская
Луиза Лотарингская-Водемон (фр. Louise de Lorraine-Vaudémont; 30 апреля 1553 — 29 января 1601) — представительница Лотарингского дома, супруга Генриха III Валуа и французская королева с 1575 по 1589 годы. Также известная как «Белая королева».

## Биография

### Детство
Будущая королева Франции родилась 30 апреля 1553 года в замке Номени (фр. Nomény), в Лотарингии. Она была первым ребёнком Николя Лотарингского, графа де Водемон и герцога де Меркёр, и Маргариты д’Эгмон, происходившей из знатного голландского рода Эгмонтов.
Девочке едва исполнился год, когда умерла её мать. Вторая супруга отца, Жанна Савойская, была очень привязана к ней и дала прекрасное образование. Третья же жена отца, Екатерина Лотарингская-д’Омаль, напротив, не любила ни её, ни остальных детей своего супруга от второго брака, единокровных братьев и сестер Луизы.

### Отношения сГенрихом III
Впервые Генрих Валуа увидел Луизу ещё будучи герцогом Анжуйским, на пути в Польшу — осенью 1573 года при Лотарингском дворе герцога Карла III и его жены Клод Французской. В то время Генрих был безумно влюблён в Марию Клевскую, супругу его кузена Генриха Конде и не помышлял о браке ни с кем, кроме неё.
Став королём Франции, Генрих III обязан был жениться, чтобы обеспечить продолжение королевского рода. Генрих рассматривал несколько кандидатур, в том числе и кандидатуру Екатерины де Бурбон, сестры Генриха Наваррского. Она обладала очаровательной внешностью и живым умом, но Екатерина Медичи смогла отговорить своего сына от брака с непримиримой гугеноткой и дочерью королевы Наваррской. Не женился он и на Елизавете Австрийской, вдове своего брата Карла IX. Так же в качестве претенденток на королевский престол Франции рассматривались шведская принцесса и даже племянница Генриха — инфанта Изабелла-Клара-Эухения, дочь его родной сестры Елизаветы и Филиппа II Испанского, которой в ту пору было всего семь лет. Екатерина Медичи высказывалась в пользу брака со шведской принцессой и была очень удивлена, когда Генрих сообщил, что намерен жениться на Луизе де Водемон. Этот брак вначале не представлялся королеве-матери особенно выгодным, однако она решила не перечить сыну и вскоре увидела положительные стороны этого союза. Генрих III, не желая терять независимость и опасаясь стать супругом слишком властной женщины, хотел взять в жены нежную и кроткую девушку, которая будет ему преданной помощницей. Он слишком устал от властности собственной матери и не желал находить её в жене. Екатерина Медичи быстро поняла это, как и то, что благодаря этому браку она сохранит все своё влияние на сына и не будет вытеснена другой женщиной.

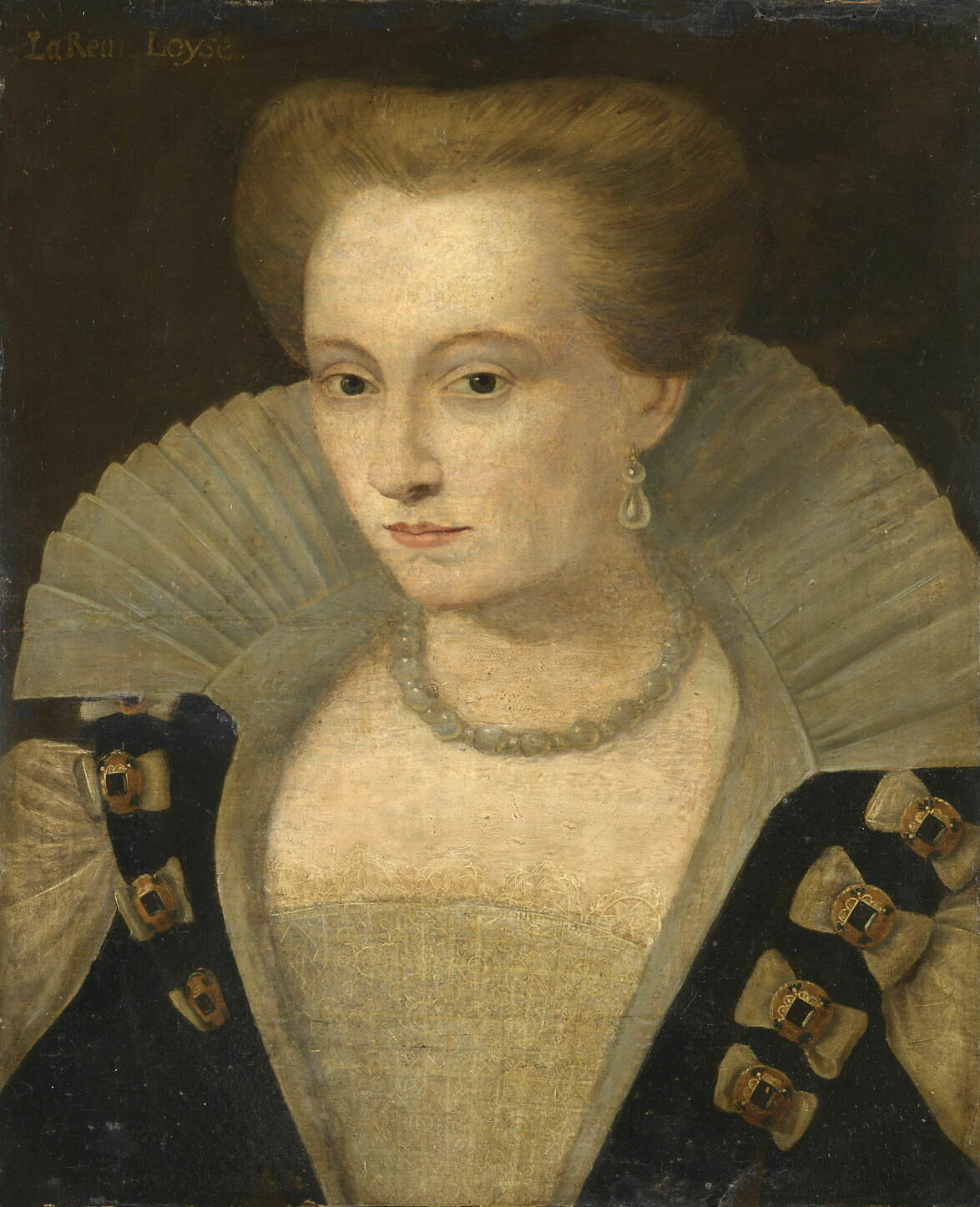
Луиза приблизительно в 1580 году

Скорее всего, Генрих стал склоняться в пользу брака с Луизой, ещё будучи в процессе выбора невесты. Его доверенное лицо, Филипп Шеверни, пишет в своих мемуарах:
Со слов короля я понял, что он хочет выбрать женщину своей национальности, красивую и приятную. Она нужна ему, чтобы любить её и иметь детей. Он не собирается ходить к другим, как делали его предшественники. Его сердце почти уже склонилось к Луизе де Водемон. Открыв свои чувства, король оказал мне честь и попросил поговорить с королевой и добиться её положительного ответа.
Двор был удивлён выбором Генриха. Госпожа де Шатонеф лишилась места королевской фаворитки. В январе 1575 года Генрих посылает в Лотарингию Филиппа де Шеверни и Мишеля дю Гаста, маркиза де Монгоже, чтобы сделать Луизе официальное предложение от своего имени. Луиза в это время находилась в паломничестве в Сен-Николя-де-Пор, и отец дал согласие на её брак с королём Франции без её ведома.
Луиза даже не предполагала возможности подобного брака. Король Франции оставил глубокий след в её сердце, когда она видела его ещё герцогом Анжуйским. Но она понимала, что не может рассчитывать на такую блистательную партию. И когда утром в её спальню вошла мачеха, она очень удивилась, но, как сообщает Антуан Мале:
...удивление её возросло еще больше, когда мачеха трижды присела перед ней в глубоком реверансе, прежде чем обратиться и приветствовать её как королеву Франции; девушка подумала, что это шутка, и извинилась за то, что так поздно лежит в постели, но тут в комнату вошёл отец и, сев у кровати дочери, сообщил, что король Франции желает взять её в жены
Генрих решил избавиться сразу же от своей бывшей любовницы и от неудачливого жениха Луизы, Франсуа Люксембургского. Пьер де Л’Этуаль пишет о том, что однажды король вызвал Франсуа и сказал, что решил жениться на его любовнице и хочет, чтобы тот в ответ женился на его, то есть на госпоже де Шатонеф. Франсуа Люксембургский попросил отсрочку и быстро покинул двор.
Когда Генрих направлялся в Реймс на коронование и на свадьбу с Луизой, он внезапно заметил в свите своей матери Мари д’Эльбеф, дочь Рене д’Эльбёфа, кузину Луизы, и влюбился в неё. Она приложила все силы, чтобы отговорить Генриха от свадьбы с Луизой, но королева-мать убедила сына в правильности его выбора, так как вполне справедливо считала Мари д’Эльбеф опасной соперницей за влияние на сына. Этот инцидент чуть было не расстроил свадьбу Генриха и Луизы.
Бракосочетание тем не менее состоялось — 15 февраля 1575 года в кафедральном соборе в Реймсе, где Генрих III был коронован за два дня до этого. Генрих сам пришил к плащу своей невесты жемчуг и драгоценные камни, внимательно следил за подготовкой её свадебного наряда, постоянно придирался к портным и ювелирам и сам причесал невесту. Луиза сносила все его капризы с безграничным терпением. Вследствие этих проволочек мессу перенесли на несколько часов, и она началась только после полудня. Мессу вел кардинал де Бурбон. 21 февраля король и королева покинули Реймс и 27 числа прибыли в Париж.
Несмотря на искреннюю любовь к Луизе, Генрих не мог отказаться от любви на стороне. Впрочем, он тщательно скрывал свои похождения от жены и никогда не имел официальной фаворитки. Однако королева сохранила до конца своих дней искреннюю любовь к мужу. В письме, написанном королевой в сентябре 1580 года и адресованном герцогине де Немур, королева жалуется на временное отсутствие короля и на то, что с ней «нет рядом такого прекрасного и доброго мужа. Он так добр ко мне, что я молю Бога сохранить его, и хочу жить только ради него одного, вы это хорошо знаете».
Королева не принимала никакого участия в делах управления государством, хотя не была обделена умом. И все же Генрих III иногда приглашал её на заседания Совета. Она способствовала примирению герцога Майенского и Генриха после убийства Гизов, очень тяжело переживая вражду двух своих семей. Луиза де Водемон была верной помощницей Генриха III, искренне любившей его и дарившей ему утешение.

### Проблемы с потомством

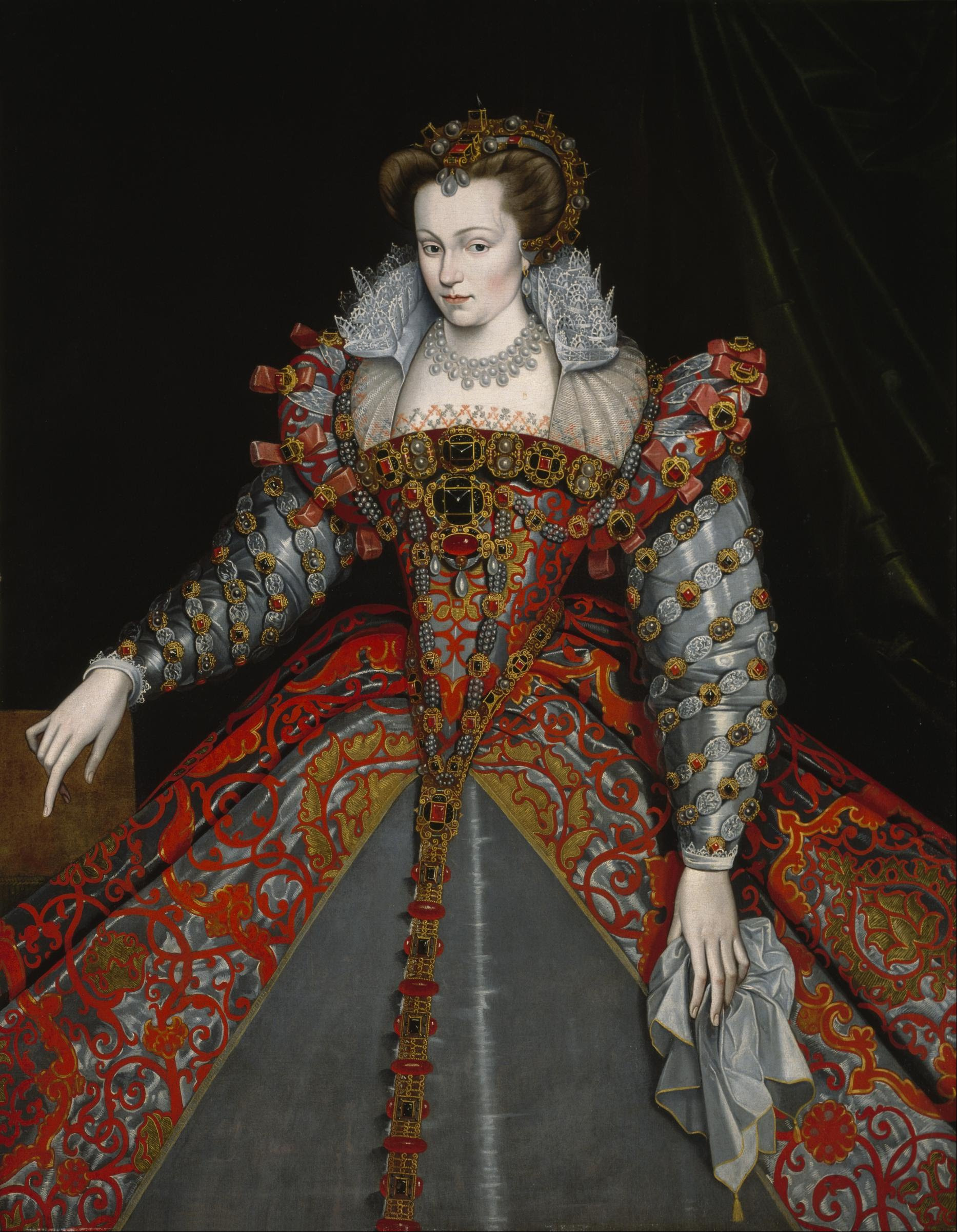
Луиза в 1580 году. Портрет работы Франсуа Клуэ.

В марте 1576 года молодая королева заболела. Врачи давали ей лекарства, которые не помогали, и такое состояние продолжалось до августа. Скорее всего, королева была беременна, и лекарство, данное ей врачами, спровоцировало выкидыш. Об этом говорит канцлер Шеверни, приближенный короля и один из двух послов, отправленных Генрихом просить руки Луизы в Лотарингию. Вполне возможно, что именно выкидыш королевы сделал её бесплодной.
Из этого можно предположить, что Генрих был способен иметь детей, хотя вскоре вся общественность стала обвинять его, а не королеву, в бесплодии. Это усиливалось тем фактом, что у него не было незаконнорождённых детей. Хотя не исключено, что Генрих хорошо скрывал их наличие, не желая ранить чувства супруги или же из каких-либо других соображений. В 1570 году ходили слухи, что госпожа де Шатонеф беременна от короля, а в 1587 году прошел слух, что король тайно воспитывает дочь от госпожи дю Берри.
Так как король был слабого здоровья, венценосная чета стала ездить на воды. Они посещали три курорта — Бурбон-Ланси, Пуг и Спа в надежде, что их целебные свойства помогут им зачать ребёнка. Воды курорта Спа очень тяжело переносились Генрихом. Он жаловался Виллеруа, что никогда ещё не чувствовал себя так плохо.
Между тем Генрих III с завидным постоянством исполняет свой супружеский долг по отношению к королеве, но это не приносит никакого результата. Луиза винит во всем себя и тяжело переносит упреки короля, который говорит, что в бесплодии их пары виновна королева.
С 1579 года королевская чета посещает святые места. 26 января 1582 года королева сообщает о своем желании отправиться в Шартр. Королева пешком направилась туда и шла 7 дней, проделав 20 лье, несмотря на дождь и глубокие лужи. В пути она ни разу не заговорила. В последний раз супруги посетили Шартр в декабре 1586 года, но Луиза была вынуждена оставаться в постели, так как у неё был сильный жар. Эти паломничества не помогли королевской чете получить наследника и лишь подорвали их здоровье. Королева месяцами страдает от высокой температуры, Генрих почти все дни проводит рядом с ней, утешает и нежными словами поддерживает её мужество.
Мысль о разводе ужасала королеву, но королева-мать была настроена против него и прилагала все силы, чтобы поддерживать гармонию в отношениях сына и невестки. Луиза нашла в Екатерине Медичи поддержку и искреннее участие. Король же в свою очередь писал, что очень рад, когда его супруга находится рядом с королевой-матерью, «чтобы служить ей- это самое лучшее для неё, когда она не со мной».

### «Белая Королева»

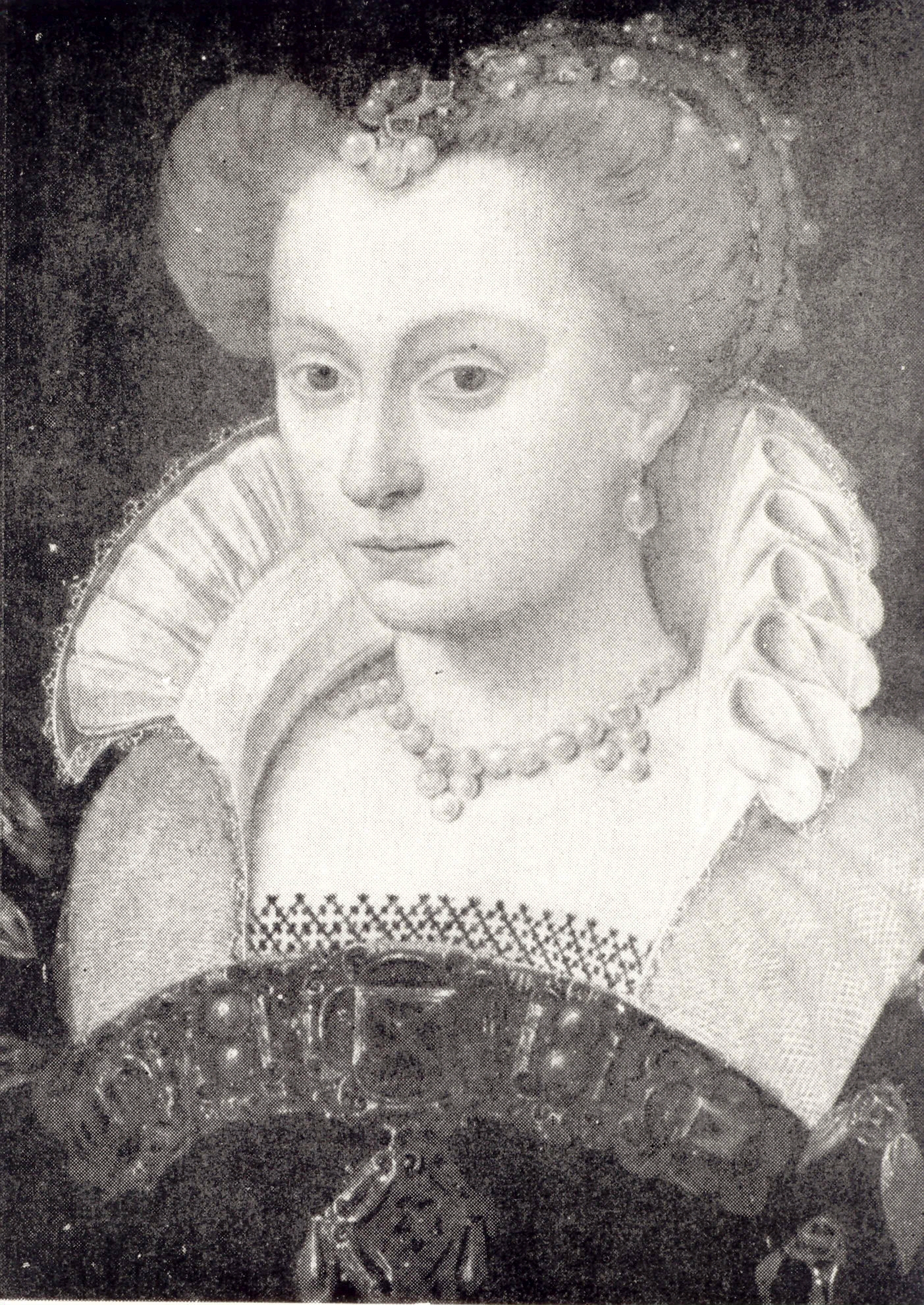
Портрет Луизы Лотарингской работы Франсуа Клуэ, конец 1570-х. Утерян во время Второй мировой войны (с фото 1939 года)

После трагедии, случившейся 1 августа 1589 года, когда Генрих III был убит, королева Луиза больше никогда не снимет траур, став «Белой Королевой».
6 декабря 1589 года она пишет из Шенонсо герцогу де Неверу, что она «угнетена беспрерывной болью, не имея сил выносить свою слишком жестокую потерю, лишившись благословения нашего Господа». Она ходатайствовала и в Риме, и перед Генрихом IV, и перед кардиналом де Жуайезом, чтобы с Генриха III сняли обвинение в убийстве Гизов. Она требовала от Генриха IV наказания вдохновителей убийц её мужа, однако новый король отказался устраивать судебное разбирательство с Гизами.
В наследство от Екатерины Медичи она получила прекрасный замок Шенонсо, в котором прожила последующие 11 лет, погруженная в глубокий траур. Своё наследство она завещает будущей герцогине де Вандом, жене Сезара Вандомского — своей племяннице Франсуазе.
29 января 1601 года Луиза де Водемон умерла в замке Мулен.